# Amdo

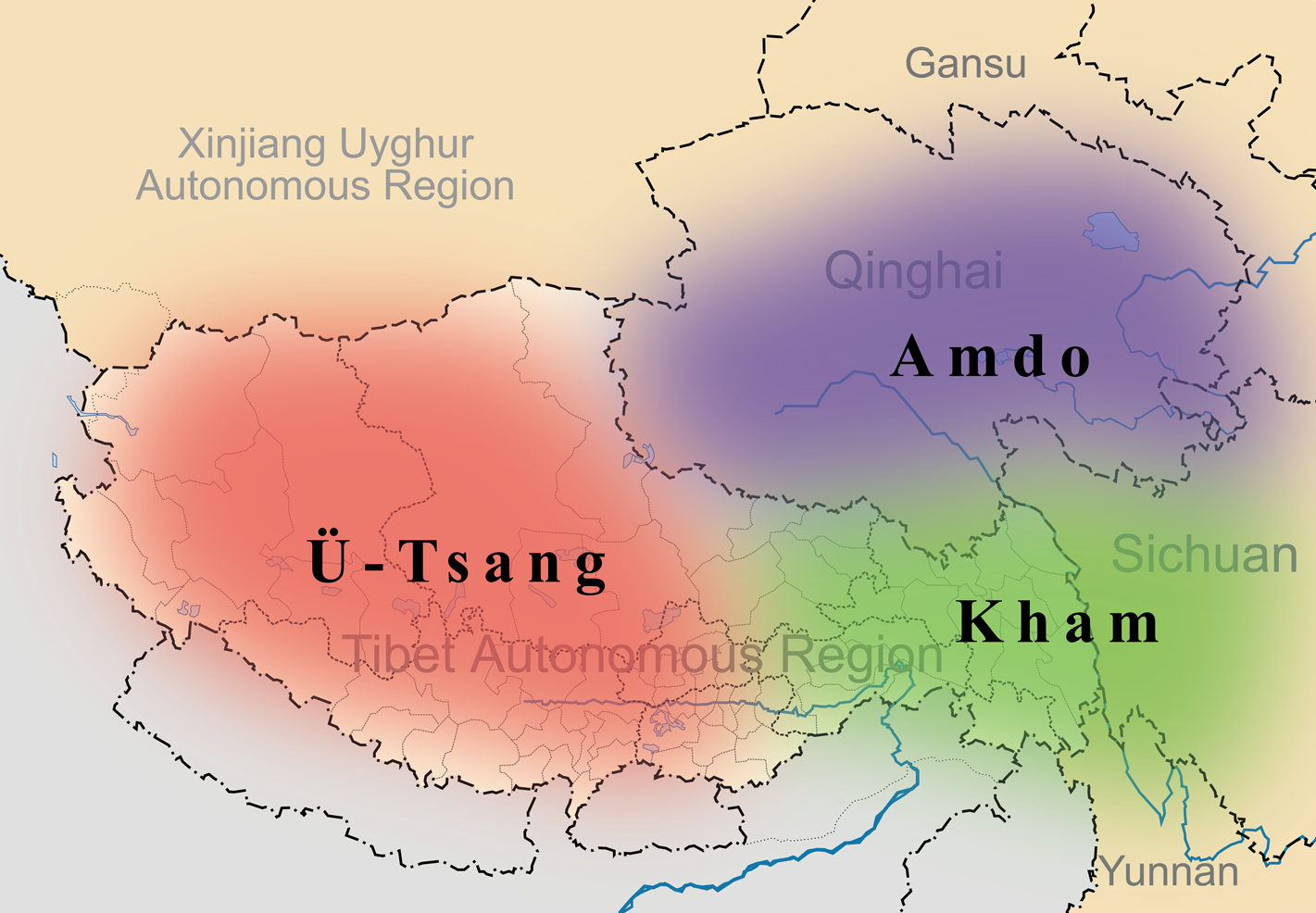
Ba khu vực chính của Tây Tạng.

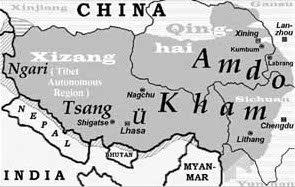
Vị trí của Amdo

Amdo (tiếng Tạng hay chữ Tạng: ཨ༌མདོ ʔam˥˥.to˥˥, chuyển tự tiếng Trung: 安多; bính âm: Ānduō [antwó], tiếng Việt: Am Đô, Yên Đa hay An Đa) là một trong ba bang truyền thống của Tây Tạng, hai bang kia là Ü-Tsang và Kham; đây là nơi sinh của Tenzin Gyatso. Amdo gồm một khu vực rộng lớn từ sông Machu (Hoàng Hà) đổ vào sông Drichu (sông Dương Tử). Dù là một khu vực thuộc Tây Tạng về mặt dân tộc và lịch sử, Amdo đã được cai quản bởi một loạt các lãnh chúa địa phương trong những thế kỷ gần đây. Sau khi Trung Quốc chiếm Tây Tạng, Amdo được chia ra và sáp nhập từng phần vào các tỉnh Cam Túc, Tứ Xuyên và Thanh Hải. Dù cùng tên, huyện Amdo ở Khu tự trị Tây Tạng không thuộc bang Amdo lịch sử. Khu vực Amdo đã thuộc quản lý trực tiếp của Dalai Lama từ Lhasa và ngày nay thuộc vùng Changthang quản lý bởi Nagqu ở phía bắc Khu tự trị Tây Tạng.